# Syndicat national des travailleurs de la recherche scientifique
Le syndicat des travailleurs de la recherche scientifique (SNTRS) est un syndicat qui regroupe les personnels du CNRS, de l'INSERM, de l'INRIA, de l'IRD, de l'INED, de l'INRETS et de l'INRP.

## Organisation
Le SNTRS est affilié à la Confédération générale du travail (CGT) par l'intermédiaire de la Fédération de l'éducation, de la recherche et de la culture (FERC). Il est également membre de l'Union générale des ingénieurs cadres et techniciens (UGICT) ainsi que de l'Union générale des fédérations de fonctionnaires (UGFF-CGT). Enfin, il est affilié à la Fédération mondiale des travailleurs scientifiques (FMTS).

## Représentativité
Le SNTRS revendique 1000 adhérents. 
Au CNRS, lors des élections professionnelles de décembre 2005, le SNTRS a obtenu 24,5 % des voix. Il est le premier syndicat représentatif au sein de cet organisme. Cependant, ce score marque une certaine disparité entre les corps : 13,3 % chez les chercheurs, 32,5 % pour les autres personnels.